# Félicien Marceau
Félicien Marceau (Geburtsname Louis Carette; * 16. September 1913 in Kortenberg, Löwen, Flandern; † 7. März 2012 in Paris) war ein aus Belgien stammender französischer Journalist und Schriftsteller, der sich in seinen Romanen als distanzierter, kühler Beobachter erwies, in seinen erfolgreichen Boulevardstücken auch als geistvoller, alles in Frage stellender Parodist. Er wurde 1975 Mitglied der Académie française und erhielt 1969 für seinen Roman Creezy den renommierten Prix Goncourt.

## Leben

### Journalist und Zweiter Weltkrieg
Nach dem Besuch einer Konfessionsschule studierte Carette Rechtswissenschaften an der Université catholique de Louvain (UCL), ehe er 1937 Mitarbeiter der Rundfunkanstalt Radiodiffusion belge wurde und dort bis 1942 während der Besetzung Belgiens durch die deutsche Wehrmacht im Zweiten Weltkrieg Nachrichtendirektor war.
Nach Beendigung dieser Tätigkeit verfasste er innerhalb eines Jahres zwei Romane, und zwar Le Péché de complication (1942) und Cadavre exquis (1943) sowie einen Essay über die Literatur zwischen den beiden Weltkriegen mit dem Titel Naissance de Minerve. Kurz darauf begab er sich nach Italien, wo er Bibliothekar der Vatikanischen Apostolischen Bibliothek wurde. Wenig später ging er nach Frankreich, wurde dort Mitarbeiter der Zeitschriften Arts sowie La Parisienne und nahm seinen Künstlernamen Félicien Marceau an.
1948 erschien der Roman Chasseneuil, dem 1953 mit En de secrètes noces eine Sammlung von Novellen folgte.

### Erste Erfolge und Systemkritik
Einen größeren Erfolg hatte Marceau allerdings erst mit Les Élans du cœur (1955), für den er mit dem Prix Interallié ausgezeichnet wurde und der eine weite Leserschaft fand. Darin wurde sein Stil in der Tradition der großen Romane Honoré de Balzacs, Fjodor Michailowitsch Dostojewskis und Walter Scotts im 19. Jahrhundert deutlich: seine Liebe zum Detail und zur Wahrheit, aber auch tiefe Offenheit, Phantasie und Witz beeindruckten Literaturkritiker wie Pol Vandromme. Seine eigene Bewunderung für Balzac stellte er auch in seinem Werk Balzac et son monde (1955) dar.
1956 begann Marceau auch mit dem Verfassen von Theaterstücken, und hatte gleich mit dem im Théâtre de l’Atelier uraufgeführten Stück L’Œuf (1957), in dem er selbst an der Seite von Jacques Duby unter der Regie von André Barsacq eine Rolle spielte, durchschlagenden Erfolg. Daneben war er einer der erfolgreichsten von Boulevardstücken in dieser Zeit, in dessen Stücke der Literaturkritiker François Nourissier die „dramatischen Mechanismen clever und wild“ (‚mécanismes dramatiques astucieux et féroces‘) fand. Oftmals beschrieb er die Existenz eines Einzelnen in der Gesellschaft, die dieses Individuum allmählich gefangen und einnahm wie ein „Ei“ (‚Œuf‘). Marceau selbst sah darin und in seinen anderen Werke seine eigene Offensive gegen das System („Tous mes livres sont la longue offensive contre ce que j'ai appelé dans L’Œuf le système“). Er schlussfolgerte, dass das Individuum letztlich zur Beute des intellektuellen Terrorismus einer seelenlosen Welt wurde. Daher müsste der Mensch ein Einzelgänger sein und im Untergrund Abstand von aktuellen Überlegungen nehmen, um sich seine eigenen Wahrheiten aufzubauen.

### Weitere Werke und erste Verfilmungen
1957 erschien Denise oder Die Qual des Verliebtseins in einer deutschsprachigen Übersetzung von Theresia Mutzenbecher.
Das anschließend geschriebene Stück La Bonne Soupe wurde nach Aufführungen in Paris 1961 am Comedy Theatre in London mit Coral Browne, Peter Illing und Nigel Davenport in englischer Sprache inszeniert, sowie 1964 von Robert Thomas mit Annie Girardot und Gérard Blain verfilmt. Neben diesem Stück wurden zahlreiche weitere seiner Werke wie Les sept péchés capitaux (Die sieben Todsünden, 1962) verfilmt, die zuvor an Schauspielhäusern wie dem Théâtre du Gymnase Marie Bell aufgeführt wurden.
Diese Ansichten führten dazu, dass Marceau in seinen Werken zwielichtige, geheimnisvolle Gestalten wie Schmuggler, Diebe, Prostituierte darstellte, die in einer eigenen romantischen Welt leben, die keine romantische Welt ist. In zwei Büchern befasste er sich beispielsweise mit Giacomo Casanova, und zwar zum einen in Casanova ou l’anti-Don Juan (1949), zum anderen in Une insolente liberté (1983).
1968 erschien sein autobiografisch geprägter Roman Les Années courtes, in dem er seine eigene Jugend und insbesondere seine Tätigkeit während der Besetzung Belgiens durch die deutsche Wehrmacht darstellte. Nach der Veröffentlichung kam es zu zahlreicher Kritik, nach der er jedoch seine schriftstellerische Tätigkeit wieder aufnahm.